# Joe Kučera

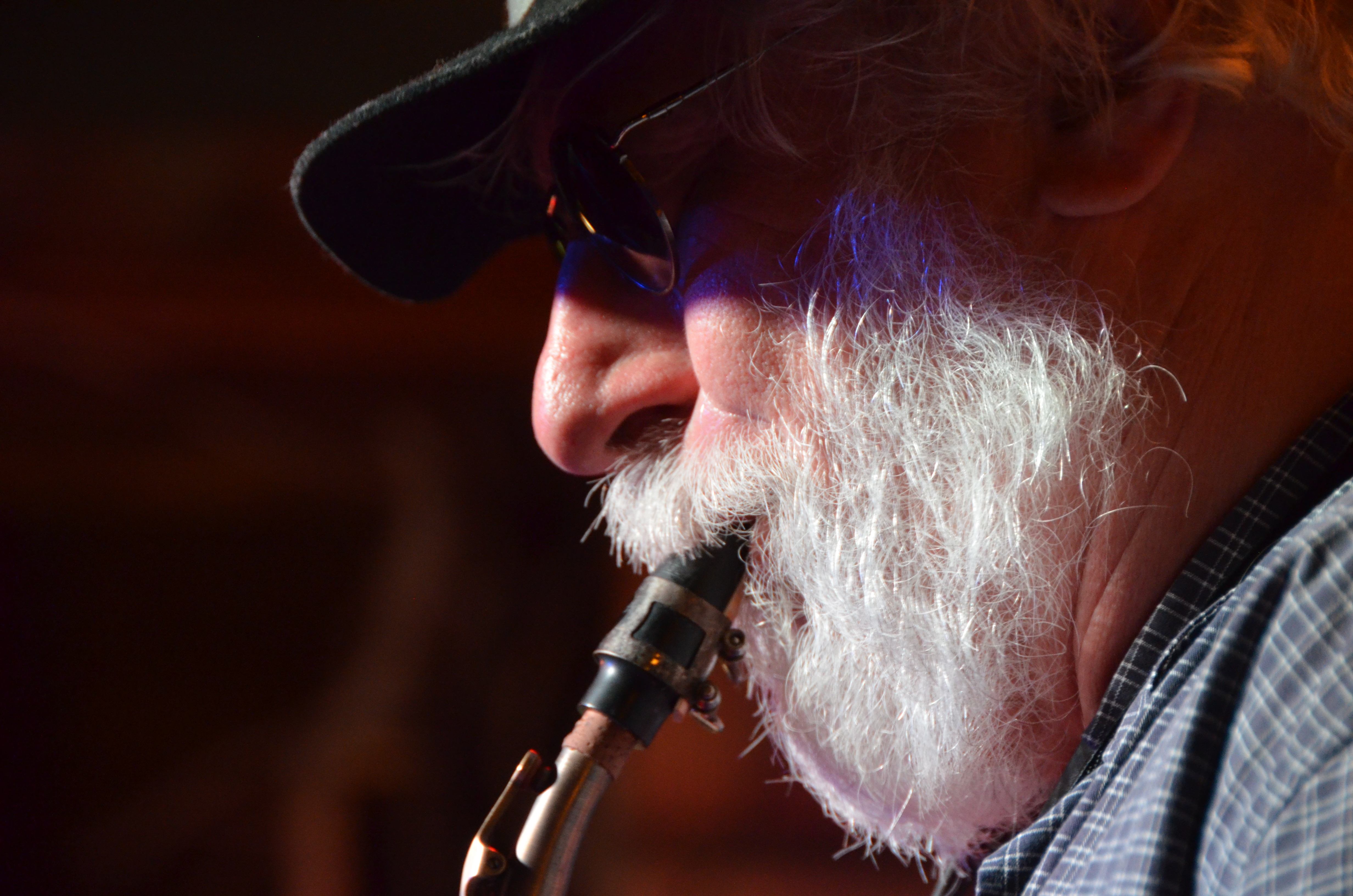
Joe Kučera 2016

Joe Kučera, eigentlich Josef Kučera (oft auch ohne Hatschek: Kucera), (* 8. Juli 1943 in  Prag) ist ein tschechischer Saxophonist und Jazz-Flötist. Er war von 1997 bis einschließlich 2007 künstlerischer Leiter des Jazzfestivals Jazz Meeting Berlin und ist seit 2009 der Initiator und Künstlerischer Leiter des Festivals Europe Blues Train. Er ist seit 2013 auch Vorsitzender des Vereins Pro arte vivendi

## Biografie
Im Alter von 17 Jahren begann er Klarinette zu spielen, wechselte jedoch bald zum Saxophon, speziell zum Sopransaxophon. In den Bandformationen Framus Five um Michal Prokop und Pop Messengers um Karel Černoch, von 1967 bis 1968 bzw. von 1968 bis 1969 spielte er zudem Baritonsaxophon. Auf den Schallplatten aus jener Zeit wird sein Mitwirken allerdings nicht dokumentiert, wahrscheinlich aufgrund seiner Flucht in den Westen, 1969, ein Jahr nach dem Prager Frühling, aus der damals kommunistischen Tschechoslowakei.
Im Herbst 1969 ging er zunächst nach Wien, wo er u. a. mit Sammy Vomáčka musizierte. Ab 1970 nahm er ein Engagement für das in Deutschland tourende Musical Hair an, für die Aufführungen in Frankfurt am Main und in West-Berlin. In West-Berlin blieb er, bis er 1972 für vier Jahre nach England zog, wo er regelmäßig zusammen mit Jesse Ballard auftrat und mit Jackie Leven (damals noch unter dem Pseudonym John St Field) das Album Control aufnahm. Weitere musikalische Kontakte gab es zu Alexis Korner, den er im Londoner Folk-Club Troubadour kennenlernte.
1976 kehrte er zusammen mit Jesse Ballard’s Paradise Island Band nach West-Berlin zurück und wurde rasch in die dort blühende Jazz- sowie Blues- und Folkszene aufgenommen, in der er auch unter dem Titel The Sensational Saxophone Joe bekannt wurde.
Es folgte die musikalische Zusammenarbeit mit Pete Wyoming Bender, zu der eine ganze Reihe von Tourneen in ganz Deutschland und Österreich gehörten, sowie mehrere Auftritte im Fernsehen. Des Weiteren war er Mitbegründer der Musikprojekte Triangel (zusammen mit Ron Randolf und Hans Hartmann) und Balance (zusammen mit Ralph Billmann).
Nach der Wende und der Samtenen Revolution tourte er ab 1990 mit Marta Kubišová durch die Tschechoslowakei, mit weiteren Konzerten in Japan, Paris und Berlin.
Im Jahre 2010 erschien in Zusammenarbeit mit Ulf G. Stuberger die Biografie Joe Kučera: Leben in Balance.

## Diskografie (Auszug)
| Mitbegründete Musikprojekte Jesse Ballard (Band) Livin' Like Fire [1977 LP] Remastering: Paradise Island Band [1998 CD] Return to Paradise [1998 CD] Talkin' to the Rain [2003 CD] Constantly in View [2007 CD] Cut It All Loose [2014 CD] Balance Saxophone Joe & Friends [1986 LP] Dilemma [1998 CD] Memories / Looking Back [2016 Doppel-CD] [ 2 ] Take A Heart [2021 CD] Triangel Live im ON AIR Recording Studio Vol. 1 [1997 CD] Reifegerste Trio Live at Oxident, Berlin [2007 CD] [ 3 ] Am I [2011 CD] [ 3 ] As Time Goes By [2023 CD] [ 3 ] | Frühste Jahre In der Tschechoslowakei The Framus Five [1968 7"-EP] A1: In The Midnight Hour A2: Ton Of Joy B1: Mojo Mama B2: Don’t Set Me Free als Josef Šimon Kučera [ 4 ] Wiederveröffentlicht auf: Blues In Soul + 9x Bonus [1995 CD] [ 5 ] In England John St. Field – Control [1975 LP] [ 6 ] [ 7 ] [ 8 ] Name falsch geschrieben: Joe Kuccer John St. Field ist später bekannt als Jackie Leven |

### Mitwirkung bei deutschen Produktionen
| Künstler/Projekt                  | Titel                      | Erscheinungsjahr | Belege        | Anmerkungen                                                 |
| --------------------------------- | -------------------------- | ---------------- | ------------- | ----------------------------------------------------------- |
| John Vaughan                      | Somewhere In Europe        | 1976 LP          | [ 9 ]         |                                                             |
| Pannach & Kunert                  | Pannach & Kunert           | 1979 LP          |               |                                                             |
| Pete Wyoming Bender               | Life’s too short           | 1978 LP          | [ 10 ]        | Name falsch geschrieben: Joe Kuzcera                        |
| Werner Lämmerhirt                 | White Spots                | 1978 LP          | [ 11 ]        | aufgeführt als „Saxophon-Joe“                               |
| Jasmine Bonnin                    | Keine Angst                | 1979 LP          |               |                                                             |
| Nino Hiemann                      | No Identity                | 1980 LP          | [ 12 ] [ 13 ] |                                                             |
| Fences (LP) / Ralph Billmann (CD) | Maikäfer                   | 1981 LP; 2003 CD | [ 14 ] [ 15 ] | u. a. mit Christof Griese und Eddie Hayes                   |
| Jasmine Bonnin                    | Zuhause                    | 1981 LP          |               | nicht als Musiker, stattdessen als Komponist des Titelsongs |
| Lydie Auvray                      | Premiere                   | 1981 LP          |               |                                                             |
| Ikarus                            | Solaris                    | 1982 LP          | [ 16 ]        | Name falsch geschrieben: Jo Kucera                          |
| Pete Wyoming Bender               | Als ob es gar nichts wär   | 1982 LP          | [ 17 ] [ 10 ] |                                                             |
| Werner Lämmerhirt                 | Crossroads                 | 1982 LP          | [ 18 ] [ 19 ] | aufgeführt als „Josef ‚Joe‘ Kucera“                         |
| Pete Wyoming Bender               | Wenn Gefühle sterben...    | 1983 LP          | [ 10 ]        |                                                             |
| Hans Hartmann                     | Swindia                    | 1984 LP          | [ 20 ]        |                                                             |
| Lydie Auvray                      | Ensemble                   | 1985 LP          |               |                                                             |
| Pete Wyoming Bender               | Ziemlich hilflos           | 1985 LP          | [ 10 ]        |                                                             |
| Pete Wyoming Bender               | 1986                       | 1986 LP          | [ 21 ] [ 10 ] |                                                             |
| Paul Esslinger & Ensemble         | Journey to Mandalonia      | 1987 LP          |               |                                                             |
| Pete Wyoming Bender               | Der Mensch ist los         | 1988 LP          | [ 10 ]        | mit Tony Sheridan                                           |
| Gino Merendino                    | Ginos La Boheme            | 1991 LP          | [ 22 ]        | Name falsch geschrieben: Jo Cucera                          |
| Ralph Billmann                    | Flying                     | 1991 MC; 2001 CD | [ 14 ] [ 23 ] | u. a. mit Earl Bostic und Eddie Hayes                       |
| Ron Randolf                       | A Matter of Time           | 1994 CD          |               |                                                             |
| David & Roselyn                   | Dirty Old Men              | 1997 CD          | [ 24 ]        |                                                             |
| Gino Merendino                    | La donna dello spazio      | 1997 CD          | [ 22 ]        | Name falsch geschrieben: Jo Cucera                          |
| Grajeda & Williams                | Staytrue Street            | 2003 CD          | [ 25 ]        | als Josef Simon Kucera; Saxophon aufgenommen in Los Angeles |
| Jamestown Ferry                   | When the bluebird sings... | 2007 CD          | [ 26 ] [ 27 ] |                                                             |
| John Vaughan                      | Rhapsody From Sixth Avenue | 2008 CD          | [ 28 ]        |                                                             |
| Simone Reifegerste                | Simone Reifegerste         | 2008 CD          |               |                                                             |
| Carlos Mieres                     | Mauer Blues                | 2018 CD          | [ 29 ]        |                                                             |
| Manfred Maurenbrecher             | Inneres Ausland            | 2020 CD          |               |                                                             |
| Ralph Schüller                    | Danke. Schade.             | 2020 Do-CD       |               |                                                             |

### Mitwirkung bei tschechischen Produktionen
| Künstler/Projekt    | Titel                | Erscheinungsjahr | Belege        | Anmerkungen               |
| ------------------- | -------------------- | ---------------- | ------------- | ------------------------- |
| Marta Kubišová      | Někdy si zpívám      | 1991 CD          | [ 30 ] [ 31 ] | u. a. mit Luboš Andršt    |
| Jan Hrubý & Kukulín | Burning Rose         | 1994 CD          |               |                           |
| Oswald Schneider    | Dudytojz Werk        | 2002 CD          |               |                           |
| Martin Kratochvíl   | No Jazz              | 2014 MP3         | [ 32 ]        | u. a. mit Miroslav Vitouš |
| Martin Kratochvíl   | Himalayan Echoes II. | 2015 CD          | [ 33 ]        | u. a. mit Miroslav Vitouš |
| Oswald Schneider    | Wald Schneid         | 2017 CD/LP/MP3   | [ 34 ]        |                           |
| Martin Kratochvíl   | Siločáry             | 2018 CD/LP       | [ 35 ]        |                           |